# Cyperus perennis
Cyperus perennis là loài thực vật có hoa trong họ Cói. Loài này được (M.E.Jones) O'Neill mô tả khoa học đầu tiên năm 1945.